# Edward Trelawny

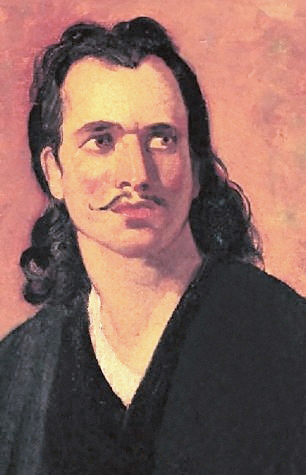
Trelawny retratado por Joseph Severn

Edward John Trelawny (13 de noviembre de 1792–13 de agosto de 1881) fue un biógrafo, novelista y aventurero, amigo de Percy Bysshe Shelley y de Lord Byron. 

## Primeros años
No se sabe claramente dónde nació Trelawny; mientras que siempre dijo que había nacido en Cornualles, algunos de sus biógrafos sugieren que fue en Londres. Bautizado como Edward John Trelawny, en una época sólo utilizó los nombres John Edward. 
En su libro Aventuras de un hijo menor describe su infancia como infeliz. El 5 de octubre de 1805, poco antes de su decimotercer cumpleaños, su padre lo unió a la Marina Real. En esa época, la tradición decía que los hijos menores de las familias debían elegir el ejército como profesión. 
Las anotaciones del propio Trelawny sobre su servicio en la Marina como soldado raso difieren significativamente de lo que fue descrito por sus biógrafos. En las anotaciones, narra cómo había abandonado el ejército para vivir como corsario, navegando el océano Índico en busca de aventuras. Su obra Aventuras de un hijo menor puede ser descrita como una variación adaptada al formato de una novela, la cual cuenta sus siete años de servicio en la Marina Real. Escribió que había abandonado el ejército por su cuenta cuando en realidad había sido dado de baja en 1812. 
Al año siguiente, Trelawny se enamoró de una muchacha perteneciente a la alta sociedad llamada Caroline Addison; en ese entonces, él tenía diecinueve años y ella era aún más joven. Contrajeron matrimonio, pese al desacuerdo de sus padres. 
Su primera hija nació en 1814 y la segunda en 1816; sin embargo, el matrimonio no fue exitoso. En 1816 Caroline repentinamente se fugó con su amante, un capitán llamado Coleman que la doblaba en edad. La prensa de Londres cubrió la historia del divorcio, causándole una gran humillación a Trelawny. 
Le llevó muchos años dejar este evento atrás. En 1819, con el permiso de su padre, Trelawny abandonó Inglaterra y se mudó a Suiza. El permiso era suficiente para permitirle vivir en el nivel de un capitán naval retirado, por lo que comenzó a presentarse a sí mismo como el Capitán Edward Trelawny, de la Marina Real, Retirado.

## Shelley y Byron
En su vida, tanto como en su libro, Trelawny tuvo una personalidad atractiva, romántica, impactante y controvertida, la cual ha sido descrita por sus biógrafos y la cual lo define tanto como un héroe como un mitómano. 
Sin duda, fue por su amistad con los poetas Percy Bysshe Shelley y Lord Byron que cinco biógrafos se especializaron en él. A través de su amigo Edward Ellerker Williams conoció a Shelley, y más tarde a Byron, pasando a formar parte de su Círculo de Amistades. 
Trelawny dirigió la cremación de Williams y de Shelley luego de que fallecieron en el naufragio de su velero en 1822. Siguiendo las normas italianas de cuarentena, los cuerpos fueron enterrados cubiertos con cal viva en la misma playa donde aparecieron a los diez días, pero Trelawny consiguió convencer a las autoridades de permitir una cremación. Pensaba en las cremaciones de los emperadores romanos pero no fue un espectáculo agradable. Lo desenterraron y aunque avivaron la pira con aceite, sal y vino, Trelawny tuvo que repetir el proceso durante varias horas, pues impactados, Leigh Hunt no se atrevió a bajar del carruaje y Byron, excusándose por el calor, se fue a nadar. El funeral de Shelley se ha visto reflejado en varias pinturas idealizadas y ha sido incluido en sus biografías, junto a la descripción de Trelawny de cómo había metido la mano en la pira para tomar el corazón de Shelley antes de que las llamas pudiesen consumirlo. Trelawny dispuso que las cenizas, huesos y trozos sin consumir del poeta fuesen enterrados en el Cementerio Protestante, de Roma.

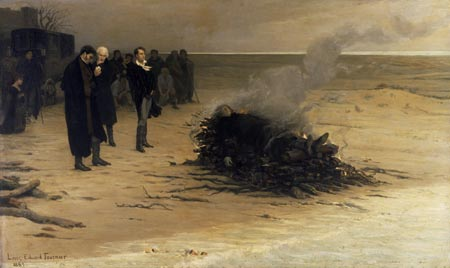
Funeral de Shelley, por Louis Edouard Fournier. Una escena idealizada con el cuerpo del poeta intacto a modo de mártir. En realidad, manos y cabeza estaban esqueletizadas y solo pudo ser reconocido por sus ropas y un libro de Keats en el bolsillo. Mary Shelley, presentada de rodillas orando, no asistió y Lord Byron se fue a nadar.El día era cálido y soleado según Trelawny, aunque tal vez el pintor mostró un ambiente oscuro y ventoso para aludir a la tormenta.

Tras una petición de Byron, Trelawny formó parte de la lucha por parte de Grecia por su independencia de Turquía. Narra su papel en el conflicto en su obra Narración de los últimos días de Shelley y Byron (1858) y de Memorias de Shelley, Byron, y el Autor (1878). Trelawny se unió con Odysseus, un prominente jefe del ejército. Se encontraba en una expedición con su jefe cuando se enteró de la muerte de Byron en Missolonghi. Fue el último en llegar a la escena pero el primero en hacer los arreglos para el cuidado del cuerpo de Byron y los papeles correspondientes para trasladarlo a Inglaterra. 
Poco después de que Trelawny regresó al frente se casó con Tersitsa, la hermana menor de Odysseus, la cual consideraba casi como una hija, y comenzó a vivir en la misma casa que su jefe. En la misma época, dos de sus supuestos asociados ingleses intentaron asesinarlo por la espalda. Sufrió heridas graves, ya que había recibido balazos en la mandíbula y en los hombros. Se debatió entre la vida y la muerte por largas semanas; sin embargo, logró sobrevivir. Los 46 años que le quedaban de vida, pese a que no serían tan emocionantes como los primeros 42, fueron lo suficientemente interesantes como para proveer material a sus biógrafos.

## Autobiografía y biografías

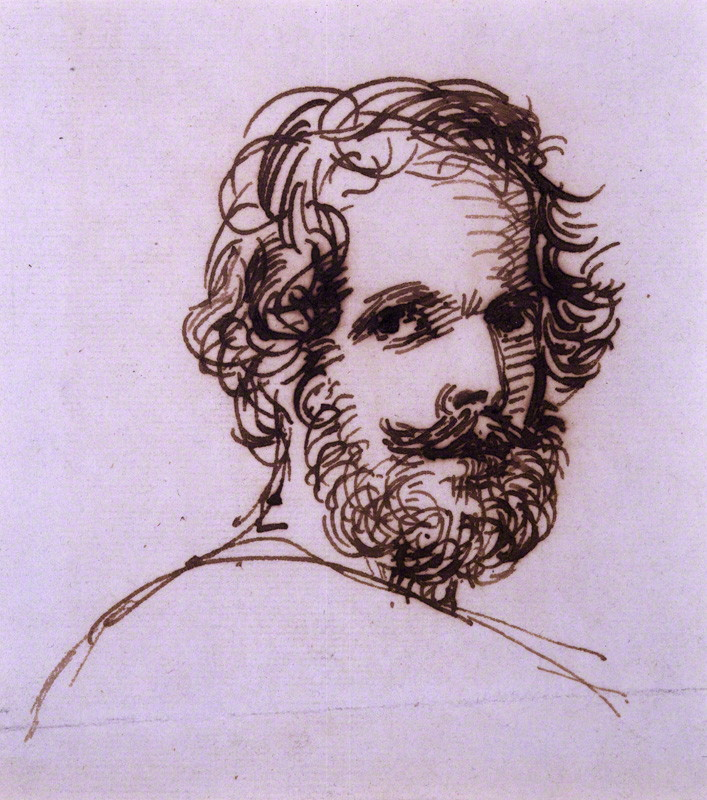
Edward John Trelawny by Joseph Severn, 1838

En 1828 regresó a Inglaterra por primera vez desde su corta visita en 1820 para asistir al funeral de su padre. Reconocido por haber sido la última compañía y amigo de Byron y Shelley, tuvo la oportunidad de visitar a las dos mujeres que había conocido en Italia, Mary Shelley y Claire Clairmont. 
Durante varios años en sus cartas, Trelawny expresó su amor eterno a cada una de ambas mujeres. Es dudoso el hecho de que ellas hayan sido las que impulsaron su decisión de escribir la historia de su vida en la Marina y como soldado raso, pasando por su amistad con Shelley y Byron. 
Aventuras de un hijo menor fue publicado en 1831 con varias ediciones, incluyendo traducciones a francés, alemán y sueco. Desde 1833 hasta 1835 Trelawny viajó a través de los Estados Unidos, en donde nadó por el río Niágara, entre los rápidos y las cataratas. En su intento de realizar el camino de regreso se salvó por poco de ahogarse. 
En su regreso a Inglaterra, fue recibido como un héroe debido a sus aventuras. Estaba a punto de entrar al mundo de la política y de la alta sociedad. Se escribieron varios libros sobre su membresía a los Radicales Filosóficos y su relación con la Honorable Sra. Caroline Norton y Marguerite, condesa de Blessington, para nombrar algunos.
Repentinamente, Trelawny se aburrió de la política, por lo que decidió regresar a una vida más simple. En efecto había conocido al "verdadero amor de su vida", Augusta Goring, con la cual se fugó y luego comenzó a vivir en Putney. Más tarde se mudaron a una casa de campo en Usk, una pequeña ciudad ubicada en Monmouthshire. Su hija Laetitia nació allí. 
Tenía cincuenta años cuando se mudó a Usk y durante los dieciocho años siguientes vivió en el retiro. Sin embargo, en 1857, cuando estaba escribiendo su segundo libro con partes de narraciones sobre Shelley y Byron, su matrimonio comenzó a desintegrarse. Augusta se mudó a Italia y Trelawny, después de vender la casa, los muebles y su colección de más de mil libros, regresó a Londres. 
Cuando su segundo libro, Narración fue publicado, nuevamente adquirió fama y aclamación por parte de los ciudadanos.

## Últimos años

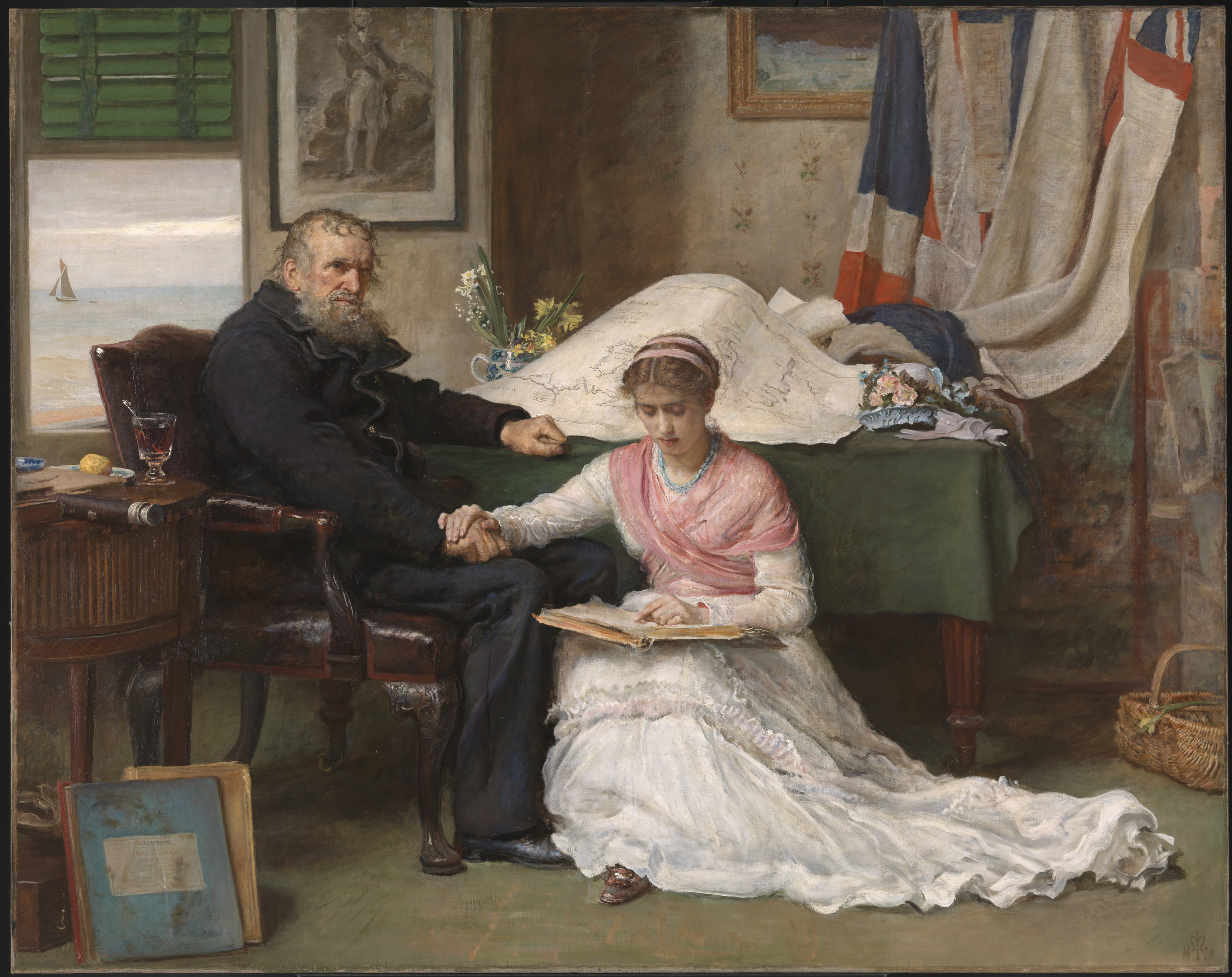
El Paso del Noroeste, por John Everett Millais, 1874. Trelawny en el papel de un viejo marino con su hija, Laetitia.

A los 78 de edad se mudó a Sompting, en la costa sur de Inglaterra. Fue el elemento principal en la famosa pintura de Millais El Paso del Noroeste (1874), la cual fue reproducida en todo el mundo. En 1875 su hija Laetitia ya convivía con él todo el tiempo. En 1878, Trelawny publicó su tercer libro, una reescritura de Narración a la que le había añadido más sobre sí mismo en el contenido, además de en el título. 
Muchas de las personas que visitaron a Trelawny en Sompting escribieron cuán entusiastas eran todavía su aspecto y su voz. Si no hubiese sido por una mala caída durante una caminata matutina, no se sabe cuánto podría haber vivido. Falleció el 13 de agosto de 1881 a los 88 años de edad. 
Sus restos fueron enterrados cerca de la tumba de Shelley. Había adquirido ese espacio en el cementerio en 1822, cuando había enterrado las cenizas del poeta. Tras su pedido, estas líneas de Shelley fueron grabadas en su lápida: 

Estos son dos amigos cuyas vidas no estuvieron divididas.
Por lo tanto permitan que su memoria continúe igual
bajo la tumba: no dejen que sus huesos sean separados
como no lo fueron sus dos corazones, que en sus vidas fueron uno solo.

## Obras literarias
Trelawny escribió Las aventuras de un hijo menor (1831), una obra de sorprendente distinción, y la obra Memorias de Shelley, Byron, y el Autor (1858). Fue un enlace crucial entre los últimos escritores románticos y los victorianos, particularmente fomentando la conexión entre Shelley y Swinburne. Último sobreviviente de la era romántica con lazos legítimos con las principales figuras de la misma, fue enterrado cerca de Shelley en el Cementerio Protestante de Roma. 